# Do It (Choi Young-jae)
Do It è il primo album in studio del cantante sudcoreano Youngjae, pubblicato il 6 novembre 2023.

## Descrizione
L'uscita di Do It viene annunciata il 16 ottobre 2023. L'album è stato concepito con l'intenzione di dare speranza e spronare a inseguire i propri sogni e obiettivi, mentre la traccia principale omonima esprime l'eccitazione di un uomo innamorato. Youngjae ha partecipato globalmente alla produzione del disco, con lo pseudonimo Ars, scrivendo i testi di tutte le canzoni e le musiche di nove tracce su dieci. Flower, già eseguita nel 2019 a Bangkok durante il Got7 Fan Fest Seven Secrets, è di genere synth-pop e Dreaming Again R&B. Problem parla di affrontare emozioni complicate, mentre Fluffy esprime affetto per il cane del cantante, Coco. Chiude il disco una ballad dedicata ai fan. Dei brani, Errr Day era già stato pubblicato come singolo il 12 marzo 2023.

## Tracce
1. Flower – 3:17 (Joo Chan-yang (Pollen), Lavin, Ars (Youngjae))
2. Do It – 3:09 (testo: Ars, Bullseye (Avec), Ley (Avec) – musica: Ars, Boytoy, Bullseye (Avec), Ley (Avec), Disko)
3. Deal – 3:30 (testo: Ars, Brother Su, Paprikaa, Jonghan – musica: Ars, Brother Su, Paprikaa, Jonghan, Boytoy, Junsoo, Showwer)
4. Dreaming Again – 2:42 (testo: Ars, Noday – musica: Ars, Noday, Versa Choi)
5. Problem – 3:28 (testo: Ars, Bullseye (Avec), Ondine (Avec) – musica: Ars, Boytoy, Bullseye (Avec), Flip_00, 37)
6. Errr Day – 3:24 (testo: Ars, Boytoy, Junsoo, Oat – musica: Ars, Boytoy, Disko, Junsoo, Oat, Dez)
7. Fluffy – 2:51 (Ars, Brother Su)
8. Snooze – 3:16 (testo: Ars, Brother Su – musica: Hollin (MonoTree))
9. Thinking of You (자꾸 네가?, Jakku negaLR) – 3:51 (testo: Ars – musica: Ars, Boytoy, Aron Kim, Mojo (Plz))
10. Never Leave You Alone – 3:21 (testo: Ars – musica: Ars, Boytoy, Disko)

Durata totale: 32:49

## Personale
- Ars – testi, musiche (tracce 1-7, 9-10), arrangiamenti (tracce 6-7)
- Joo Chan-yang (Pollen) – testi (traccia 1), musiche (traccia 1), arrangiamenti (traccia 1)
- Lavin – testi (traccia 1), musiche (traccia 1), arrangiamenti (traccia 1)
- Bullseye (Avec) – testi (tracce 2, 5), musiche (tracce 2, 5)
- Ley (Avec) – testi (traccia 2), musiche (traccia 2)
- Boytoy – testi (traccia 6), musiche (tracce 2-3, 6, 9-10), arrangiamenti (tracce 6, 10)
- Disko – musiche (tracce 2, 10), arrangiamenti (tracce 2, 6, 10)
- Brother Su – testi (tracce 3, 7-8), musiche (tracce 3, 7), arrangiamenti (traccia 7)
- Jonghan – testi (traccia 3), musiche (traccia 3)
- Junsoo – musiche (tracce 3, 6), arrangiamenti (tracce 3, 6)
- Showwer – musiche (traccia 3), arrangiamenti (traccia 3)
- Noday – testi (traccia 4), musiche (traccia 4), arrangiamenti (traccia 4)
- Versachoi – musiche (traccia 4), arrangiamenti (traccia 4)
- Ondine (Avec) – testi (traccia 5)
- Flip_00 – musiche (traccia 5), arrangiamenti (traccia 5)
- 37 – musiche (traccia 5), arrangiamenti (traccia 5)
- Oat – testi (traccia 6), musiche (traccia 6)
- Dez – musiche (traccia 6)
- Hollin (MonoTree) – musiche (traccia 8), arrangiamenti (traccia 8)
- Aron Kim – musiche (traccia 9), arrangiamenti (traccia 9)
- Mojo (Plz) – musiche (traccia 9), arrangiamenti (traccia 9)
- Haevn – arrangiamenti (traccia 9)
- Gr0ommit (Plz) – arrangiamenti (traccia 9)

## Successo commerciale
Do it ha debuttato in ventitreesima posizione sulla Circle Weekly Album Chart nella settimana 5–11 novembre 2023, vendendo 9 098 copie tra edizione normale e Nemo. La settimana successiva è risalito in posizione tredici.

## Classifiche
| Classifica (2023) | Posizione massima |
| ----------------- | ----------------- |
| Corea del Sud     | 13                |